# Jar-Balakan

Djaro-Belokan o Jar Balakan estava situada al nord-est del modern raió de Zaqatala al nord de l'Azerbaitjan a porc distància de l'actual frontera de Geòrgia

Les comunitats Jar-Balakan (Djaro-Belokan o Djaro-Balakan) (també Jar, Car, Char, Chary, rarament Chartalah fou un grup de comunitats amb autogovern al Caucas del segle xvii al XIX. Van tenir connexions significatives amb el sultanat d'Elisu al sud-est.

## Geografia, pobles i govern
Es va estendre per aproximadament 60 quilòmetres al llarg del pendent del sud del Caucas en el que és ara Azerbaidjan. Aquí una sèrie de valls s'estenien sota el sud-oest de la cresta de la muntanya a les planes del riu Alazan. La població estava concentrada en les valls més baixes i en les planes. Cap al sud-est hi havia el Sultanat d'Elisu o Ilisu i més enllà el Kanat de Shaki. A l'oest hi havia el regne de Kakhètia i al nord les muntanyes del Daguestan. Les planes del sud-oest estaven habitade per georgians a l'oest i per àzeris a l'est. La seva ubicació a prop de la divisió dels mons cristià i musulmà i prop de Daguestan la va convertir en un freqüent camp de batalla.
La classe governanta era una mescla d'àvars i tsakhurs. Les persones comunes eren mugals (parlants de turc més tard assimilats als àzerbaidjani) i Ingiloys o georgians musulmans. Els quatre pobles van tendir a viure en poblacions separades. Els tsakhurs van venir des del nord de les muntanyes (vegeu Elisu Sultanate) i "àvar" pot ser un terme imprecís per daguestani. Tsutsiev dona la població predominant com àvar i mostra una emigració al sud des del riu Avar Koysu. Els documents russos antics tendien a considerar la classe governant com "Lesguians".
El sistema polític ha estat descrit com un "aristo-república democràtica". Era una lliga de cinc comunitats amb teòricament poder igual. En termes de poder real l'ordre era: Djari (Jar), Belokan, Tali, Mukhakh i Dzhinikh. Alguns afegeixen una sisena població de nom Katekh. Djari era de bon tros la que tenia més riquesa i poder. Les decisions eren fetes per un o més Jamaats o assemblees. El Jamaat elegia un Qadi que tenia poders judicials i executius. Els escriptors primerencs van emfasitzar la manca de drets de les persones comunes. Els escriptors recents inverteixen això. Els tsakhurs i àvars es van limitar a recollir un impost de terra i els pobles van ser dirigits per "Agsakkals" que va administrar la xària.
Balakan és avui una ciutat. La moderna Zaqatala és 25 km cap al sud-est. De mapes vells (Baddeley, pàgina 250) Tali era just al sud de Zaqatala, Mukhakh al sud d'aquella i Djari podria ser el poble modern de Car o Jar al cap de la vall que corre 8 sud-oest de km a Zaqatala. Dzhinikh pot haver estat prop de la moderna Lekit. Hi ha un lloc anomenat Katekh 8 km a l'oest de Zaqatala. El 1830 set dels 64 pobles existents eren al nord de la cresta de muntanya a prop la casa original dels tsakhurs. Al començament del segle xviii un firman turc firman va reconèixer el control de Djaro-Balakan cap al sud-oest fins al riu Iori. La frontera occidental sembla que estava propera a Lagodekhi a l'altre costat de la moderna frontera de Geòrgia.

## Història
Fou prop de l'àrea de Lekianoba on els daguestanis travessaven les muntanyes per saquejar Georgia. Baddeley Diu que els Djaris estaven molt implicat en la venda d'esclaus al Pashalik d'Akhaltsikhe Gammer pensa que l'economia va ser ferida greu quan els russos va derrotar els turcs i van blocar el comerç d'esclaus. Per l'arribada dels tsakhurs vegeu Sultanat d'Elisu.
El 1562 Shah Tahmasp va concedir terres a l'oest de Shaki a un tsakhur de nom Adi-Kurkul Beg. Els reis georgians de Kakhètia van reclamar l'àrea i van perdre una batalla decisiva el 1695. Els Djaris va guanyar algunes batalles i el 1715 es van sotmetre a Imam Gulu Khan que era wali de Kakhètia. Els Djaris van combatre a l'exèrcit de Nadir Xahè el 1738 prop de Dzhinikh i van matar el seu germà Ibraham Khan Afxar.
Després de l'annexió de Geòrgia a Rússia el 1800 diversos membres de la família reial van trobar protecció amb els muntanyesos. Set campanyes van haver de fer els russos per sotmetre l'àrea. El 9 de març de 1803 els russos van assaltar Balakan i van matar molts civils. El 29 de març van entrar al poble abandonat de Djari. El 1804 el General Gulyakov va ser mort durant una expedició de càstig a la zona. Hi va haver una altra rebel·lió aproximadament el 1806 i prop d'aquesta data els Djaris van estar a punt de conquerir Fort Alexandrovsky al riu Alazani. El 1830, després d'una rebel·lió de 6 mesos, els habitants de Djari i altres pobles foren reassentats a les planes o terres baixes. Un altre intent de re-assentament va portar a una altra rebel·lió el 1832. La conquesta russa al Daguestan el 1830 va produir un fort impacte i va contribuir a l'origen de la Guerra Murídida. El maig i desembre d'aquell any els daguestanis van lluitar contra els russos a la vall del Alazani. El General Strekalov fou severament derrotat a Zaqatali. Hamzat Beg sembla que va ser arrestat per haver estat involucrat en aquests fets. Hamzat Beg va fer campanya militar a la zona el 1832, Daniyal Beg, el kan de Kazi Kumukh el 1848 i l'imam Xamil el 1853. La derrota de Xamil el 1853 fou deguda en gran part a causa a la notable marxa d'Argutinsky a través de les muntanyes cobertes de neu d'Akhti.
La comunitat fou gradualment retallada. La seva extinció legal és donada per alguns el 1806 i altres el 1830. El 1830 fins a 72.900 acres de la seva terra van ser agafats per poblaments de cosacs ucraïnesos. No és clar que va passar amb aquests cosacs. El 1832 va ser prohibida la utilització de terres de pastura entre els rius Alazani i Iori. Hi va haver intents de cristianitzar als ingiloys i per classificar-los com a georgians. El 1830 l'àrea esdevenia el Djaro-Balakani Oblast. El 1840 esdevingué l'Uzed de Balakan i després l'Okrug de Balakan i encara més tard el Okrug militar de Djaro-Balakani. El 1839 va ser dividit en 5 magils cadascun sota un naib. El Magil del Nord de les muntanyes fou aviat transferit al Okrug Militar de Derbent i després de la guerra Murídida al Okrug del Samur del Oblast de Daguestan.